# Serge à Paris
 (septembre 2024).
La mise en forme du texte ne suit pas les recommandations de Wikipédia : il faut le « wikifier ».
Les points d'amélioration suivants sont les cas les plus fréquents :
- Les titres sont pré-formatés par le logiciel. Ils ne sont ni en capitales, ni en gras.
- Le texte ne doit pas être écrit en capitales (les noms de famille non plus), ni en gras, ni en italique, ni en « petit »…
- Le gras n'est utilisé que pour surligner le titre de l'article dans l'introduction, une seule fois.
- L'italique est rarement utilisé : mots en langue étrangère, titres d'œuvres, noms de bateaux, etc.
- Les citations ne sont pas en italique mais en corps de texte normal. Elles sont entourées par des guillemets français : « et ».
- Les listes à puces sont à éviter, des paragraphes rédigés étant largement préférés. Les tableaux sont à réserver à la présentation de données structurées (résultats, etc.).
- Les appels de note de bas de page (petits chiffres en exposant, introduits par l'outil «  Source ») sont à placer entre la fin de phrase et le point final[comme ça].
- Les liens internes (vers d'autres articles de Wikipédia) sont à choisir avec parcimonie. Créez des liens vers des articles approfondissant le sujet. Les termes génériques sans rapport avec le sujet sont à éviter, ainsi que les répétitions de liens vers un même terme.
- Les liens externes sont à placer uniquement dans une section « Liens externes », à la fin de l'article. Ces liens sont à choisir avec parcimonie suivant les règles définies. Si un lien sert de source à l'article, son insertion dans le texte est à faire par les notes de bas de page.
- La présentation des références doit suivre les conventions bibliographiques. Il est recommandé d'utiliser les modèles {{Ouvrage}}, {{Chapitre}}, {{Article}}, {{Lien web}} et/ou {{Bibliographie}}. Le mode d'édition visuel peut mettre en forme automatiquement les références.
- Insérer une infobox (cadre d'informations à droite) n'est pas obligatoire pour parachever la mise en page.

Pour une aide détaillée, merci de consulter Aide:Wikification.
Si vous pensez que ces points ont été résolus, vous pouvez retirer ce bandeau et améliorer la mise en forme d'un autre article.
 (septembre 2024).
Serge à Paris est une émission de télévision québécoise conçue par +1 Maison de production (Hugo Roberge et Amélie Vachon) dans laquelle le metteur en scène Serge Denoncourt présente Paris sous un angle nouveau en donnant rendez-vous à des personnalités québécoises et européennes qui y vivent ou y sont de passage. Au fil de ces rencontres, il met en lumière les liens unissant le Québec et la France, leurs valeurs communes ou divergentes, et les préjugés – fondés ou non – qui persistent, de part et d’autre.
La saison 1, qui comprend 13 épisodes, a été diffusée les vendredis 19 h sur TV5 à l'automne 2024, en plus d’être offerte en ligne sur TV5Unis et sur TV5 Monde.

## Synopsis
Dans chaque épisode, Serge et ses invités se retrouvent dans leurs endroits chouchous de Paris, discutent de leur rapport avec la ville et de ce qu’ils aiment (ou pas) de celle-ci. En résultent des échanges touchants, drôles et souvent étonnants. Devant le Centre Pompidou, par exemple, le chanteur Pierre Lapointe parle de sa relation avec la France, de l’affirmation de son homosexualité et de son soutien à la communauté LGBTQ française, avant d’emmener Serge au Musée de la Chasse et de la Nature. De son côté, Monia Chokri convie l’animateur dans un bar à vins tenu par ses amis et explique pourquoi elle adoptait l’accent français lors de ses premières visites en France.
Sur une terrasse, le chanteur Vincent Niclo, Parisien de naissance, confie trouver le public québécois plus accueillant que le public parisien. Serge et lui vont ensuite rencontrer des danseuses au Moulin rouge, espérant découvrir des secrets sur l’endroit mythique. Aussi, à l’Hôtel Grand Amour, le metteur en scène s’entretient avec la pianiste d’origine québécoise Hélène Mercier – épouse du richissime homme d’affaires français Bernard Arnault – qui n’accorde que très peu d’entrevues.
Parmi les autres personnalités, connues et moins connues, qui échangent avec Serge : Dany Laferrière, Mathieu Bock-Côté, Anthony Kavanagh, PetiTom, Anne-Marie Losique, Aliocha Schneider, Daniel Lavoie, Magalie Lépine-Blondeau, Jean-Philippe Wauthier, David Savard, Stéphan Bureau, ainsi que les Européens Aurélie Dupont, Anne Roumanoff, Patrick Bruel, Grégoire, Axelle Red, Grégory Dorcel, Irène Frain, Henri Leconte, Pierre de Maere, Inès de la Fressange et Patrick Roger.
Serge Denoncourt passe aussi par le « Paris carte-postale » et donne son opinion sur certains emblèmes comme la tour Eiffel.
Serge à Paris montre aussi quelques moments plus personnels du metteur en scène dans son quotidien parisien. Notamment lorsqu’il découvre l’ampleur des travaux dans son appartement du 10e arrondissement ou durant une séance photo lors de laquelle le célèbre photographe des stars, Thomas Vollaire, immortalise Serge sur les toits de Paris. La série offre également un accès privilégié à une audition menée par Serge Denoncourt auprès de jeunes danseurs, et aux coulisses du spectacle musical Bernadette de Lourdes, dont il signe la mise en scène.

## Épisodes

### 1-Le beau Serge
Après une courte visite de son nouveau chez-lui parisien, Serge donne rendez-vous au chanteur québécois Pierre Lapointe avec qui il visite le Musée de la chasse et de la nature. Ils discutent de la place qu’occupe Pierre dans le paysage français et de sa façon d’y être militant. Serge se rend ensuite dans le célèbre atelier de céramique Jean Roger avant de se diriger vers le musée de Montmartre pour retrouver l’ancienne danseuse étoile du ballet de l’Opéra de Paris, Aurélie Dupont.

### 2- Voyage au bout de la nuit
Serge partage un verre avec le chanteur français lyrique Vincent Niclo devant le célèbre Moulin Rouge. Ensemble, ils rencontrent Mathilde Tutiaux, une danseuse du célèbre cabaret, qui leur dévoile quelques secrets de ce lieu mythique. Après un arrêt dans un bar de Montmartre, à discuter avec des habitants du quartier, Serge rejoint l’écrivain Dany Laferrière grâce à qui il a le privilège d’entrer entre les murs de l’Académie française. Là, ils discutent d’enfance, de censure et d’exil.

### 3- Madame, mademoiselle, monsieur
Accompagnée de Serge, l’humoriste Anne Roumanoff revisite les planches du petit théâtre Les blancs manteaux où elle est montée sur scène pour la toute première fois en 1987. Ensemble, ils discutent notamment des relents machistes qui subsistent encore en France. Serge visite ensuite la librairie Les mots à la bouche, qui est spécialisée dans le contenu LGBTQ+, avant de se rendre aux Jardins du Luxembourg pour avoir une «conversation civilisée» avec le sociologue et chroniqueur Mathieu Bock-Côté.

### 4- La vie d’artiste
Serge risque sa vie pour se faire tirer le portrait par le réputé photographe Thomas Vollaire. Il se rend par la suite au restaurant Paparazzi, puis devant le mythique Olympia, pour discuter avec Anthony Kavanagh de sa percée sur le sol français. Celui-ci conserve d’ailleurs un souvenir très émotif de ses premières années de labeur. Serge invite ensuite la pianiste québécoise Hélène Mercier à l’Hôtel Grand Amour dans le 10e arrondissement, pour lui faire découvrir son quartier chouchou de Paris.

### 5- Aux grands hommes
Serge se rend sur l’avenue des Champs-Élysées pour rejoindre le chanteur et acteur Patrick Bruel qui lui avoue se confier davantage aux Québécois qu’aux Français. Il lui parle d’ailleurs de sa carrière, de ses fils, de ses prises de position et de son domaine en Provence où il produit de l’huile d’olive. Serge découvre ensuite le Cirque d’hiver Bouglione, et les personnages qui y habitent, avec le chanteur québécois PetiTom qui triomphe à Paris dans le rôle de Molière.

### 6- Terminus Nord
Serge se rend à Montmartre pour rencontrer le chanteur Grégoire qui lui raconte que c’est à la suite d’un événement dramatique dans sa vie qu’il a créé la populaire chanson Toi + moi. Puis, on le suit au Zénith de Lille alors qu’il apporte quelques ajustements au spectacle musical Bernadette de Lourdes, dont il signe la mise en scène, quelques heures avant le début de la tournée. Enfin, il discute des affinités qu’il y a entre la Belgique et le Québec avec la chanteuse belge Axelle Red.

### 7- Paris est une blonde
Serge rencontre Grégory Dorcel, le patron de l’empire français de vidéos pour adultes. Celui-ci lui confie que les Français sont parmi les peuples les plus conservateurs lorsqu’il est question de plaisirs coquins. Il rejoint ensuite Clara Mia, l’égérie de la marque, en pleine séance photos et termine sa journée en beauté en allant chez Castel avec la femme d’affaires Anne-Marie Losique dont il tente de percer le mystère. Enfin, il discute avec Marie de Tilly, la spécialiste et tiktokeuse des bonnes manières.

### 8- Écran noir pour nuit blanche
Serge déguste du vin nature avec la réalisatrice québécoise Monia Chokri. Ils reviennent sur le plaidoyer envers les plateaux de tournage bienveillants qu’elle a prononcé lors de son passage à Cannes en 2023. Il rejoint ensuite le chanteur et acteur franco-québécois Aliocha Schneider au cinéma Studio 28 pour discuter de ses débuts dans le milieu. Puis, on le suit alors qu’il fait les dernières auditions de son prochain projet: le spectacle La Haine, une adaptation du film culte de Mathieu Kassovitz.

### 9- Un amoureux de Paris
La romancière Irène Frain invite Serge à la maison pour partager un plat de cabillaud avec elle. Ensemble, ils discutent des clichés qui sont entretenus par les habitants de la Ville lumière envers les Québécois et les non Parisiens et des complexes qu’ils leur procurent. Serge rejoint ensuite le chanteur Daniel Lavoie au bistro Le verre à pied, à quelques pas de la cathédrale Notre-Dame de Paris, qui lui confie que sa première source d’inspiration demeure encore et toujours l’amour.

### 10- Les grandes gueules
Serge se rend au marché aux puces de Saint-Ouen, pour faire quelques trouvailles pour meubler son appartement parisien. Il visite ensuite le mythique stade Roland-Garros avec le joueur de tennis professionnel Henri Leconte qui lui raconte ses grands succès, mais aussi ses faux pas. Il partage un verre avec son amie, l’actrice Magalie Lépine-Blondeau, et retourne au théâtre du Gymnase Marie Bell où il a connu un grand succès avec le spectacle d’Arturo Brachetti dont il signait la mise en scène.

### 11- Le Misanthrope
Serge se rend chez le parfumeur et partage un repas chez Dilia avec son ami, et accessoirement celui qui lui a donné sa première chance à la télé, l’animateur Jean-Philippe Wauthier. Ce dernier lui parle des défis qui viennent avec le fait d’être une personnalité connue. Il s’entretient avec Stéphane Braunschweigh, le directeur du théâtre de l’Odéon, un endroit où il rêve de monter une pièce un jour. Puis, il rejoint son ancien élève David Savard devant la Comédie-Française.

### 12- Place du Québec
Serge rejoint l’animateur Stéphan Bureau à L’Arrière Boutique, le studio où il enregistre les versions parisiennes de son balado Contact. Ils discutent d’imposture, d’art, de délinquance et du péché mignon de Stéphan: les vêtements. Serge fait ensuite un tour de bateau-mouche avec le chanteur belge Pierre de Maere, un artiste investi qui s’implique dans tous les aspects de sa carrière. Grâce à Serge nous découvrons aussi la Place du Québec et les terrasses bondées de décembre.

### 13- Le fabuleux destin
Serge assiste à un défilé de la Semaine de la mode de Paris et profite de son passage pour interroger les fashionistas présents sur place: Paris est-elle encore la Mecque de la mode? Il rencontre l’égérie de Chanel et femme d’affaires Inès de la Fressange qui représente, pour plusieurs, l’élégance française. Et alors qu’il s’attendait à discuter simplement avec l’un des plus grands chocolatiers au monde, Patrick Roger, il se retrouve à admirer d’énormes sculptures en chocolat avec ce dernier.

## Serge Denoncourt
Avec plus d’une centaine de mises en scène à son actif, Serge Denoncourt anime et chamboule les milieux théâtraux montréalais et internationaux. Ex-directeur du Théâtre du Trident, cofondateur et directeur artistique du Théâtre de l’Opsis pendant dix ans, metteur en scène réputé et comédien, il a su au fil des ans conjuguer son amour des grands classiques, son intérêt pour le répertoire du XXe siècle et la dramaturgie québécoise.
Parmi ses plus récentes mises en scène, notons Mlle Julie (Rideau vert), La nuit où Laurier Gaudreault s’est réveillé (TNM), Électre   (Espace Go), Les Choristes (JPR), Edmond (JPR), Prédictions 2017 (JPR), La mort d’un commis voyageur (Rideau Vert), Roméo et Juliette (TNM), Cher Tchekhov de Michel Tremblay (TNM). En 2022, il signe la traduction et la mise en scène de la comédie musicale Annie (JPR). En 2023, il enchaîne avec la mythique comédie musicale HAIR (JPR) présentée à Montréal dès juin.
Artiste polyvalent, Serge Denoncourt travaille également à l’opéra (entre autres Le Dialogue des Carmélites, Tosca, Le Nozze De Figaro) et en variétés. Metteur en scène des spectacles d’Arturo Brachetti depuis 1999 (Molière du meilleur One Man Show, 2000), il a aussi collaboré à la création du concept visuel et artistique des tournées mondiales du chanteur italien Eros Ramazzotti (2003-2004 et 2009). En 2008, Serge Denoncourt a conçu et mis en scène le spectacle Criss Angel Believe du Cirque du Soleil à Las Vegas et a mis en scène le spectacle de magie Comedy Majik Cho (JPR, 2013). Serge Denoncourt est très impliqué auprès des jeunes Roms de Serbie. Il a d’ailleurs monté GRUBB – Gypsy Roma Urban Balkan Beats (RPOINT, 2011), spectacle musical présenté à travers le monde. Une initiative qui l’a mené en 2019 vers l’écriture du livret et la mise en scène du spectacle musical, Bernadette de Lourdes. En 2021, Serge Denoncourt met en scène les chansons de Michel Sardou dans, Je vais t’aimer, comédie musicale qu'il a écrite et dirigée. Conjointement avec le cinéaste Mathieu Kassovitz, il travaille présentement à la mise en scène de La Haine, un spectacle musical qui transpose le film culte de ce cinéaste de l’écran à la scène.
Au petit écran, on a pu apprécier Serge Denoncourt comme juge à l’émission Les dieux de la danse, Bonsoir, bonsoir! et On va se le dire à Radio-Canada. Il est aussi juge pour l’émission Quel talent! cet automne sur Noovo.

## +1 Maison de production
Susciter l’émotion et faire la différence grâce à des projets porteurs et rassembleurs, voilà la mission de +1 Maison de production!
Reconnue pour la qualité de ses émissions et la richesse de son contenu, +1 produit des émissions de télévision de tous les genres : variétés,  grands plateaux, entrevues, séries documentaires, émissions d’humour et développe des contenus novateurs et des formats originaux.  
L’équipe se démarque par son professionnalisme et met de l’avant l’authenticité, l’ouverture, la confiance, le plaisir, la rigueur et la loyauté, faisant de ses projets des valeurs sûres auprès des diffuseurs canadiens.
Les fondateurs et collaborateurs de longue date, Hugo Roberge et Amélie Vachon, sont reconnus pour rassembler des équipes talentueuses, enthousiastes, et pour leur capacité à développer et élaborer des émissions qui se démarquent telles que la série documentaire À ma défense (ICI Télé et ICI  RDI) et le magazine socio-culturel Serge à Paris (TV5).
Au fil des ans, ils ont participé à la production de nombreuses émissions à succès : De Garde 24/7, 180 Jours, Cette année-là, Bonsoir bonsoir!, Les petits tannants et Les 5 prochains. Ils ont aussi collaboré à la production de galas et de grands événements comme les spectacles de La Fête Nationale à Québec, les Galas Célébration, et Le spectacle commémoratif du 400e anniversaire de Québec.
C’est avec le désir de continuer de partager leur passion pour les gens et les histoires qu’ils ont choisi de fonder +1 Maison de production.